# 3-я дивизия морской пехоты (вермахт)
3-я дивизия морской пехоты (нем. 3. Marine-Infanterie-Division) — военное подразделение кригсмарине, воевавшее во Второй мировой войне.

## История
Создана 1 апреля 1945 в Померании из остатков 163-й пехотной дивизии. С 1 по 19 апреля держала оборону в Воллин-Мисдрое, относилась юридически к пункту Хорст-Дивенов-Каммин, штаб базировался в Мисдрое. 20 апреля остатки дивизии направились к Зеденику, получили подкрепление в виде 234-го артполка и совершили маршбросок через Лёвенбург в Ораниенбург, которого достигли 23 апреля 1945. Солдаты вели бои под Саксенхаузеном, последнее место сражения — линия Борк-Штольп-Кириц.

## Состав
- 8-й полк морской пехоты (Marine-Infanterie-Regiment 8 oder Marine-Grenadier-Regiment 8)
- 9-й полк морской пехоты (Marine-Infanterie-Regiment 9 oder Marine-Grenadier-Regiment 9)
- 10-й полк морской пехоты (Marine-Infanterie-Regiment 10 oder Marine-Grenadier-Regiment 10)
- 234-й артиллерийский полк (Marine-Artillerie-Regiment 234) (пополненный в Померании)
- 3-й стрелковый батальон (Marine-Füsilier-Bataillon 3)
- 3-й противотанковый дивизион (Marine-Panzerjäger-Bataillon 3)
- 3-й пионерный батальон (Marine-Pionier-Bataillon 3)
- 3-й батальон связи (Marine-Nachrichten-Bataillon 3)
- 3-й батальон снабжения (Marine-Versorgungseinheiten 3)

## Командование
- Полковник фон Витцлебен (1 — 3 апреля 1945)
- Полковник Фриц Фулльриде (3 апреля — 8 мая 1945)